# Schmidt Antal (természettudós)
Schmidt Antal (Anton, Antoine) (Lugos, 1880. február 9. – Budapest, 1966. szeptember 17.) entomológus, zoológus, lepkegyűjtő, a Magyar Nemzeti Múzeum állattárának igazgatója.

## Életpályája
Az első négy elemi osztályt a Győri Katolikus Gimnáziumban, a felsőbbeket Pápán, a Református Gimnáziumban végezte. Az érettségit Pápán tette le. 1899 és 1903 között a budapesti Pázmány Péter Tudományegyetemen végezte tanulmányait, 1913-ban Cum Laude doktorált. 1903-tól a Magyar Nemzeti Múzeum szolgálatában állt mint segédőr, őr, igazgató őr, majd osztályigazgató (1919). Az igazgatói címet 1935-ben kapta meg. 1939-ben nyugdíjba vonult.

## Művei[4]
- Schmidt Antal 1906: A Precis octavia Cram. kelet-afrikai lepke alakköréről. [On the „Rassenkreis” of the east African butterfly Precis octavia Cram.] – Természettudományi Közlöny 38(446): 641.
- Schmidt Antal 1907a: A németországi múzeumokról. [On the museums in Germany.] – Rovartani Lapok 14(9–10): 185–192.
- Schmidt Anton 1907b: [Hozzájárulás a gerincvelő felépítésének és a végtagok fejlődésének tanulmányozásához.] Beitrag zum Studium des Verhältnisses von Rückenmarksbau und Extre mitätenentwicklung. – Journal für Psychologie und Neurologie 9: 1–14.
- Schmidt A. 1909: [Egy új magyarországi Crambidae-ről]. Über eine neue Crambide [sic!] aus Ungarn. – Archivum Zoologicum 1(9): 31–32.
- Schmidt Antal 1910: Crambus hungaricus. – Rovartani Lapok 17(3): 37–38.
- Schmidt Antal 1911a: Adatok Magyarország lepkefaunájához. [Data to the Lepidoptera fauna of Hungary.] – Rovartani Lapok 18(4): 53–55.
- Schmidt Antal 1911b: Báró Vécsey István. [Baron István Vécsey.] – Rovartani Lapok 18(7): 97–99.
- Schmidt Antal 1912: Az Oxytrypia orbiculosa Esp. fejlődési viszonyai. (Die Entwicklungsgeschichte von Oxytrypia orbiculosa Esp.) – Annales historico-naturales Musei nationalis hungarici 10: 617–637.
- Schmidt Antal 1913: Az Oxytrypia orbiculosa Esp. fejlődési és elterjedési viszonyai. [The life history and distribution of Oxytrypia orbiculosa Esp.] – Rovartani Lapok 20(3–6): 33–64.
- Schmidt Antal 1918: A rovargyűjtemények megóvása a penészesedéstől. [Protecting insect collections from mold.] – Természettudományi Közlöny 50(705–706): 552.
- Schmidt Antal 1923: 100 éves lepkegyüjtemény a Magyar Nemzeti Múzeumban. Ochsenheimer Ferdinánd emlékezete. (100-jährige Schmetterling-sammlung im Ungarischen National Museum. Zur Erinnerung an Ferd. Ochsenheimer.) – Rovartani Lapok 26(4–6): 49–59.
- Schmidt Antoine 1928: [Adatok a Tengeri Alpok megye lepkefaunájának ismeretéhez.] Contribution a L’Étude de la Faune des Lépidoptéres du Département des Alpes-Maritimes. – Lepidoptera 3(3): 1–10.
- Schmidt Anton 1930a: [Egy új európai Psodos faj összehasonlítva a coracina-csoporttal és a Ps. alpinata-val.] Eine neue europäische Psodos-Art im Vergleich zur coracina-Gruppe und Ps. alpinata Scop. – Internationale Entomologische Zeitschrift 24(3): 25–32.
- Schmidt Anton 1930b: [Egy új tortricida Erdélyből.] Eine neue Tortricide aus Transsylvanien. – Internationale Entomologische Zeitschrift 24(9): 116–118.
- Schmidt Anton 1930c: [Két új palearktikus Crambus-faj (Pyralidae).] Zwei neue palaearkt. Crambus-Arten (Pyralidae). – Internationale Entomologische Zeitschrift 24(29): 309–312.
- Schmidt Anton 1931: [Egy új Timandra forma Spanyolországból.] Ein neue Timandra-Form aus Spanien. – Internationale Entomologische Zeitschrift 25(6): 57–59.
- Stempffer H. & Schmidt A. 1932: [Tanulmányok két gyakran összekevert licenidán: Lycaeides argyrognomon Bgstr. és Lycaeides ismenias Meigen (Insularis Leech) és azok rasszai Közép- és Kelet-Európában.] Studien über zwei oft verwechselte Lycaeniden: Lycaeides argyrognomon Bgstr. und Lycaeides ismenias Meigen (Insularis Leech) und deren Rassen in Mittel- und Ost-Europa. – Internationale Entomologische Zeitschrift 25(43): 429–437, (44): 441–447, (45): 449–457.
- Schmidt A. v. 1933: [Új spanyol mikrolepidopterák.] Neue spanische Microlepidopteren. – Boletín de la Sociedad Española de Historia Natura 33: 397–405.
- Schmidt A. 1934a: [A Boarmia danieli Wrli nősténye.] Das ♀ von Boarmia danieli Wrli. – Zeit schrift des Oesterreichchen Entomologen-Vereines 19(3): 17.
- Schmidt A. 1934b: [Az Egea culminaria mindezidáig ismeretlen nősténye.] Das bisher unbekannte ♀ von Egea culminaria Ev. – Zeitschrift des Oesterreichchen Entomologen-Vereines 19(4): 26–27.
- Schmidt Anton 1934c: [F. le Cerf és G. Talbot urak által a marokkói Nagy-Atlaszban gyűjtött Pyralidae anyagáról.] On the Pyralidae collected by Messrs. F. le Cerf and G. Talbot in the Great Atlas of Morocco. – Annals and Magazine of Natural History 10(14): 533–546.
- Schmidt A. 1935: [Jegyzetek az erdélyi Retyezát hegység lepkefaunájáról.] Notes sur la Faune des Lepidopteres du Massif du Retyezat en Transylvanie. – L’Amateur de Papillons 7(14): 217–224; (15): 225–234.
- Schmidt A. v. 1940: [Új spanyol mikrolepidopterák. II.] Neue spanische Microlepidopteren. II. – Boletín de la Sociedad Española de Historia Natura 38: 37–39.

## Emlékezete
Soós Lajos: Négy évtized a Múzeum körút mentén c. könyvében Schmidt Antal szerepel a titokzatos "X úr" néven.
Diószeghy László 1935-ben Schmidt Antalról nevezte el az Orthosia schmidtii (ma Dioszeghyana schmidtii Diószeghy, 1935) nevű lepkefajt.

## Forrás
Bálint Zsolt, Katona Gergely (2014). „A lepkész Schmidt Antal (1880-1966): a muzeológus és az igazgató öröksége a Magyar Természettudományi Múzeumban.”. Annales historico-naturlaes Musei Nationalis Hungarici 106, 23–51. o.